# مكاو أحمر الكتفين
مكاو أحمر الكتفين (Diopsittaca nobilis)، هو ببغاء صغير الحجم من أمريكا الجنوبية، ينتمي إلى مجموعة كبيرة من الببغاوات الاستوائية الجديدة المعروفة باسم "المكاو". سُمّيت هذه الفصيلة بهذا الاسم نسبة إلى الريش الأحمر الذي يغطي أجنحتها. يُعد أصغر أنواع المكاو، إذ يبلغ طوله ما بين 30 و35 سم (12 إلى 14 بوصة)، أي ما يُقارب حجم ببغاوات الأرينغا.
موطن هذا الببغاء يشمل الأراضي المنخفضة الاستوائية، والسافانا، والمستنقعات في كل من البرازيل، وغويانا، وبوليفيا، وفنزويلا، وأقصى جنوب شرق بيرو. وله ثلاثة نويعات:
- ببغاء النوبل (Diopsittaca nobilis cumanensis)،
- مكاو هان (Diopsittaca nobilis nobilis)،
- مكاو طويل الجناحين (Diopsittaca nobilis longipennis)، وهو نويع ثالث غير مميز بوضوح، يتميز بأجنحة أطول لكنه يشبه ببغاء النوبل في باقي الصفات.

سُمي نويع مكاو هان على اسم عالم الحيوان الألماني كارل-فيلهلم هان، الذي بدأ في عام 1834 تأليف أطلس الطيور، وهو عمل وصف فيه الطيور غير الأوروبية برسوم دقيقة ووصف طبيعي.
وغالبًا ما يُربى هذا النوع من الببغاوات في الأسر لأغراض التجارة في سوق الحيوانات الأليفة، حيث يُشار إليه أحيانًا باسم "المكاو المصغر".
ورغم أن أعداد ببغاء أحمر الكتفين قد تراجعت محليًا بسبب فقدان المواطن الطبيعية، إلا أنه مُصنف من قبل الاتحاد الدولي لحفظ الطبيعة على أنه "غير مهدد" (أقل اهتمامًا)، لكنه مدرج ضمن الملحق الثاني لاتفاقية "سايتس"، مما يعني أن تجارته تخضع للقيود.